# Burg Ametshausen
Die Burg Ametshausen, auch Schlüsselburg genannt, ist eine abgegangene Spornburg in Spornlage auf 579 m ü. NN 2400 Meter nordöstlich des Ortsteils Gutenzell der Gemeinde Gutenzell-Hürbel, auf der Gemarkung des Weilers Niedernzell im Landkreis Biberach in Baden-Württemberg. Sie liegt bei rund 579 Meter über Normalnull.

## Geschichte
Die vermutlich im 12. Jahrhundert von den Herren von Ametshausen erbaute Burg wurde im 13. Jahrhundert zerstört. Vermutlich waren weitere Besitzer die Herren von Schlüsselburg.
Von der ehemaligen ovalen Burganlage ist noch ein Rest des Wallgrabens zu sehen. Das Gelände wird heute als landwirtschaftliche Nutzfläche genutzt.